# Bernard Gauthier
Bernard Gauthier (Beaumont-Monteux, 22 september 1924 – Grenoble, 23 november 2018) was een Frans wielrenner.

## Biografie
Gauthier was professioneel wielrenner van 1947 tot 1961. Hij won viermaal Bordeaux-Parijs en was hiermee jarenlang recordhouder, tot dit werd verbeterd door Herman Vanspringel. In het peloton droeg hij als bijnaam Coeur de lion (Leeuwenhart) om reden van zijn grote wilskracht. Later, na zijn vier overwinningen in Bordeaux-Parijs werd hij Monsieur Bordeaux-Paris genoemd, bijnaam die hij later moest afstaan aan de Belgische renner Herman Vanspringel.
In de Ronde van Frankrijk in 1950 droeg hij zeven dagen de gele trui. In 1957 werd hij nationaal kampioen op de weg, individueel.
Na zijn professionele carrière was Gauthier een jaar ploegleider bij Liberia–Grammont–Wolber, waarvoor op dat moment onder meer Henry Anglade, Jaak De Boever, Jean Dotto en Wim van Est reden. Tijdens het seizoen overleed een van zijn wielrenners, Marc Huiart, aan een schedelfractuur. nadat hij tijdens de GP Fourmies werd aangereden door een auto. Na dit seizoen werd hij bloemist in Grenoble.

## Belangrijkste overwinningen
1948
20e etappe Ronde van Frankrijk
1951
Bordeaux-Parijs
1952
1e etappe Tour du Sud-Est
Eindklassement Tour de Sud-Est
1954
Bordeaux-Parijs
1e en 8e etappe Critérium du Dauphiné Libéré
1955
2e etappe Parijs-Nice
3e etappe deel B Driedaagse van Antwerpen
8e etappe Critérium du Dauphiné Libéré
1956
 Frans kampioen op de weg, Elite
Bordeaux-Parijs
Challenge Sedis
Criterium der Azen
1957
Bordeaux-Parijs
1958
Eindklassement Tour du Sud-Est

## Resultaten in voornaamste wedstrijden
| Jaar | Ronde van Italië | Ronde van Frankrijk | Ronde van Spanje |
| ---- | ---------------- | ------------------- | ---------------- |
| 1947 |                  | 22e                 |                  |
| 1948 |                  | 24e (1)             |                  |
| 1949 |                  | opgave              |                  |
| 1950 |                  | 17e                 |                  |
| 1951 |                  | 26e                 |                  |
| 1952 |                  | 63e                 |                  |
| 1953 |                  | 75e                 |                  |
| 1954 |                  |                     |                  |
| 1955 |                  | 46e                 |                  |
| 1956 |                  |                     |                  |
| 1957 |                  |                     |                  |
| 1958 |                  |                     |                  |
| 1959 |                  | buiten tijd         |                  |
| 1960 |                  | 79e                 |                  |

| Jaar | Milaan-San Remo | Ronde van Vlaanderen | Parijs-Roubaix | Ronde van Lombardije | Parijs-Brussel | Parijs-Tours | Waalse Pijl |  | WK op de weg |  | Wereldranglijsten |
| ---- | --------------- | -------------------- | -------------- | -------------------- | -------------- | ------------ | ----------- |  | ------------ |  | ----------------- |
| 1947 |                 |                      |                |                      |                | 45e          |             |  |              |  |                   |
| 1948 | 8e              |                      |                |                      |                |              |             |  |              |  |                   |
| 1949 |                 |                      | 93e            |                      | 13e            | 14e          |             |  |              |  |                   |
| 1950 |                 |                      |                |                      | 9e             | 12e          |             |  |              |  |                   |
| 1951 |                 | ↑                    | 7e             |                      | Zilver         |              | 8e          |  |              |  | 8e (CDC)          |
| 1952 |                 |                      | 12e            |                      | 56e            | 13e          |             |  |              |  |                   |
| 1953 |                 | ↑                    | 14e            |                      |                |              |             |  |              |  |                   |
| 1954 | 13e             |                      | 50e            |                      | 15e            |              | 28e         |  |              |  |                   |
| 1955 | Zilver          | 4e                   | 8e             |                      |                | 73e          |             |  |              |  | 7e (CDC)          |
| 1956 | 37e             | 11e                  | 5e             | 20e                  | Zilver         | 54e          |             |  | 16e          |  |                   |
| 1957 | 17e             | 16e                  | 13e            |                      | 19e            |              |             |  | 19e          |  |                   |
| 1958 |                 |                      |                | 27e                  |                | 57e          |             |  |              |  |                   |
| 1959 |                 |                      | 28e            |                      | 31e            |              |             |  |              |  |                   |
| 1960 |                 | 21e                  | 32e            |                      | 51e            |              |             |  |              |  |                   |

## Ploegen
- 1946 –  Follis-Dunlop
- 1947 –  Follis-Dunlop
- 1948 –  Mercier-Hutchinson
- 1949 –  Mercier-Hutchinson
- 1950 –  Mercier-Hutchinson
- 1951 –  Mercier-Hutchinson
- 1952 –  Mercier-Hutchinson
- 1953 –  Mercier-Hutchinson
- 1954 –  Mercier-BP-Hutchinson
- 1955 –  Mercier-BP-Hutchinson
- 1956 –  Mercier-BP-Hutchinson
- 1957 –  Mercier-BP-Hutchinson
- 1958 –  Mercier-BP-Hutchinson
- 1959 –  Mercier-BP-Hutchinson
- 1960 –  Mercier-BP-Hutchinson
- 1961 –  Mercier-BP-Hutchinson

## Trivia
- Als jongeman werd Bernard Gauthier in de oorlog opgepakt door de Gestapo en op transport naar Buchenwald verbannen, maar Bernard wist te ontkomen door van de trein te springen en onder te duiken.